# Gagrella curvispina
Gagrella curvispina is een hooiwagen uit de familie Sclerosomatidae.